# Chasseneuil-du-Poitou
Chasseneuil-du-Poitou är en kommun i departementet Vienne i regionen Nouvelle-Aquitaine i västra Frankrike. Kommunen ligger i kantonen Poitiers 7e Canton som tillhör arrondissementet Poitiers. År 2022 hade Chasseneuil-du-Poitou 4 776 invånare.

## Befolkningsutveckling
Antalet invånare i kommunen Chasseneuil-du-Poitou
| Referens: INSEE |